# 月居峠
月居峠（つきおれとうげ）は、茨城県久慈郡大子町にある峠。1864年の元治甲子の変の古戦場である。国道461号の新月居トンネル（1976年開通）および旧道の月居隧道（1876年開通）がある。

## 近隣
- 月居山（標高404m）[4]
- 月居城跡
- 月居観音堂[5]
- 月居温泉
- 袋田の滝
- 袋田温泉

座標: 北緯36度45分33秒 東経140度24分17秒 / 北緯36.759198度 東経140.404683度